# HD 105416
HD 105416 (E Centauri) é uma estrela na constelação de Centaurus. Com uma magnitude aparente visual de 5,34, pode ser vista a olho nu em locais com pouca poluição luminosa. Medições de paralaxe do satélite Gaia mostraram que está a uma distância de aproximadamente 560 anos-luz (170 parsecs) da Terra.
É uma estrela de classe A ou B da sequência principal com um tipo espectral de B9.5/A0V. E Centauri tem uma massa de 3,38 vezes a massa solar e um raio calculado em 1,9 ou 2,5 raios solares, dependendo do método utilizado. Sua fotosfera irradia energia a uma taxa 302 vezes superior à solar a uma temperatura efetiva de 9 886 K. Está próxima do fim da fase de sequência principal, sendo estimado que já tenha passado por 102% do seu tempo total nessa fase. Não possui estrelas companheiras conhecidas.